# Kornel Saláta
Kornel Saláta (* 24. ledna 1985, Kamenica nad Hronom) je bývalý slovenský fotbalový obránce a bývalý reprezentant, od léta 2023 hráč slovenského mužstva MŠO Štúrovo. Mimo Slovensko působil na klubové úrovni v Rusku a Maďarsku. Nastupuje ve středu obrany. Profesionální kariéru ukončil dne 24. května 2023.
Účastník Mistrovství světa 2010 v Jihoafrické republice a EURA 2016 ve Francii. Mezi jeho fotbalové vzory patří John Terry a Rio Ferdinand. Kromě slovenštiny se dorozumí také maďarsky, rusky a anglicky. V červnu 2017 se oženil, jeho manželka se jmenuje Timea.

## Klubová kariéra
Narodil se v Kamenici nad Hronom a pochází z maďarské menšiny na Slovensku. Svoji fotbalovou kariéru začal v klubu VTJ Sokol Kamenica nad Hronom. V mládeži zamířil do týmu FK Štúrovo, jehož je odchovanec.

### Matador Púchov
Před sezonou 2005/06 přestoupil do "áčka" Matadoru Púchov, který byl tehdy nováčkem nejvyšší soutěže.
Svoji ligovou premiéru si odbyl ve 3. kole hraném 30. 7. 2005 proti Artmedii Bratislava (prohra 0:2), odehrál celých 90 minut. Premiérový gól v dresu Púchova zaznamenal v 10. kole proti mužstvu FK ZŤS Dubnica nad Váhom, když v 72. minutě srovnal na konečných 1:1. Podruhé skóroval 29. října 2005 proti klubu FK AS Trenčín, utkání skončilo nerozhodně 1:1. 19. 11. 2005 se prosadil v 19. kole v odvetě s Dubnicí nad Váhom, když v deváté minutě otevřel skóre zápasu. Střetnutí nakonec skončilo prohrou Púchova v poměru 1:3. Svoji čtvrtou branku v ročníku si připsal v odvetném utkání s Trenčínem a společně se svými spoluhráči se radoval z vítězství 2:1. Na jaře 2006 skončil Púchov v tabulce na posledním místě a po roce sestoupil do druhé ligy. Během celého svého angažmá nastoupil k 29 ligovým utkáním.

### FC Artmedie Petržalka
V létě 2006 Matador Púchov opustil a stal se novou posilou Artmedie Petržalka, druhého týmu tabulky ze sezony 2005/06.

#### Sezóna 2006/07
Ligový debut za Petržalku si na své konto připsal v 9. kole hraném 9. září 2006 proti Trenčínu. Na hrací plochu přišel v 67. minutě, ale vysoké porážce 0:4 nezabránil. V podzimní části ročníku 2006/07 odehrál pouze sedm ligových střetnutí, na jaře 2007 působil na hostování v Dukle Banská Bystrica.

#### Sezóna 2007/08
Na podzim 2007 hostoval v Banské Bystrici. Poprvé v sezoně skóroval proti ViOnu Zlaté Moravce (výhra 4:0) ve 23. kole, když ve 40. minutě zvyšoval na 2:0. Následně se trefil 26. 4. 2008 proti mužstvu MFK Ružomberok, když v poslední minutě utkání srovnal na konečných 2:2. V ročníku 2007/08 získal s Artmedií „double“, tzn. ligový titul a triumf v domácím poháru. Během půl roku odehrál 13 zápasů v lize.

#### Sezóna 2008/09
S klubem postoupil přes maltský tým Valletta FC (výhry 2:0 a 1:0) a mužstvo Tampere United z Finska (výhry 3:1 a 4:2) do třetího předkola Ligy mistrů UEFA 2008/09. Petržalka po prohře 0:4 a remíze 1:1 nepostoupila přes slavný italský klub Juventus FC a následně vypadla po porážkách 0:4 a 0:2 i v úvodním předkole Poháru UEFA 2008/2009 s týmem SC Braga z Portugalska.
V sezoně 2008/09 nasbíral 29 startů v lize a vstřelil sedm gólů. Prosadil se třikrát proti mužstvu MFK Košice (prohra 2:3, výhry 2:1 a 3:2), po jedné brance dal do sítí klubů FK Dukla Banská Bystrica (remíza 1:1), MFK Dubnica nad Váhom (výhra 3:0), FC ViOn Zlaté Moravce (výhra 5:0) a FC Nitra (remíza 1:1).

### FK Dukla Banská Bystrica (hostování)
V lednu 2007 zamířil z Petržalky hostovat do Banské Bystrice. I když si během půl roku nepřipsal žádný ligový start, v létě 2007 bylo jeho hostování prodlouženo.
Premiérový ligový zápas zaznamenal 14. července 2007 v úvodním kole proti Nitře (prohra 0:1), odehrál celý zápas. V osmém kole nastoupil proti Petržalce, tedy proti svému bývalému zaměstnavateli, ale Bystrica přesto venku prohrála 3:6. V rozmezí 10.-13. kola se třikrát prosadil. Skóroval jednou proti Ružomberku (remíza 2:2), Košicím (prohra 1:2) a v odvetě s Nitrou (výhra 1:0). Celkem odehrál 17 ligových zápasů, ve kterých nechyběl na trávníku ani minutu.

### ŠK Slovan Bratislava
Před ročníkem 2009/10 se dohodl na smlouvě se Slovanem Bratislava, úřadujícím mistrem ze sezony 2008/09 Corgoň ligy.

#### Sezóna 2009/10
Svůj debut si připsal 5. července 2009 v zápase o slovenský Superpohár proti mužstvu MFK Košice. Premiéra byla úspěšná, Slovan porazil svého soka v poměru 2:0 a tuto trofej získal. S klubem se představil ve 3. předkole Ligy mistrů UEFA 2009/10 proti řeckému celku Olympiakos Pireus, kterému dvakrát pohlehl v poměru 0:2. Následně Slovan Bratislava bojoval ve čtvrtém předkole - play-off o účast v základní skupině Evropské ligy UEFA 2009/10, ale prohrál 0:5 a 1:2 se slavným týmem AFC Ajax z Nizozemska.
V lize debutoval v prvním kole hraném 10. 7. 2009 proti mužstvu FK Senica (výhra 3:0), nastoupil na celý zápas. Poprvé se střelecky prosadil v 11. kole, když v 17. minutě vstřelil jediný rozhodující gól v duelu s klubem FC Nitra. Následně skóroval 6. března 2010 proti Dukle Banská Bystrica, Slovan podlehl soupeři na jeho hřišti 1:2. Svoji třetí branku dal do sítě Spartaku Trnava, když ve 37. minutě otevřel skóre střetnutí a podílel se na vítězství 3:0 nad tímto rivalem. Počtvrté v ročníku se radoval ze vstřeleného gólů ve 30. kole proti týmu MFK Dubnica nad Váhom, když čtvrt hodiny před konce srovnal na konečných 2:2. Ve finále slovenského poháru hraného v Michalovcích proti Spartaku Trnava (výhra 6:0) se trefil ve 12.minutě a společně se svými spoluhráči získal tuto trofej. Během roku odehrál 29 ligových utkání.

#### Sezóna 2010/11
V úvodním zápase 3. předkola Evropské ligy UEFA 2010/11 se srbským mužstvem FK Crvena zvezda (výhra 2:1) zvyšoval v 69. minutě na 2:0, v odvetě na domácí půdě Slovan remizoval se soupeřem 1:1 a postoupil. Ve čtvrtém předkole - play-off číhal klub VfB Stuttgart z Německa, se kterým Slovan po prohře 0:1 a remíze 2:2 vypadl. Svůj první a zároveň jediný gól v sezoně dal v 19. kole hraném 27. listopadu 2010 se Senicí, v 73. minutě vyrovnal na konečných 2:2. Na podzim 2010 si připsal 18 startů v lize. Slovan v ročníku 2010/11 získal titul a Saláta se na něm částečně podílel.

### FK Rostov
V lednu 2011 podepsal čtyřletý kontrakt s ruským celkem FK Rostov, nabídku měl ještě od týmu FK Crvena zvezda. Celý transfer ze Slovanu do Rostova se zrealizoval údajně za více než 1 milion €.

#### Sezóna 2011/12
Debutoval 25. ledna 2011 v přípravném zápase proti rakouskému klubu SV Mattersburg (remíza 1:1), Saláta nastoupil do druhého poločasu. Liga v Rusku se tentokrát hrála rok a půl, jelikož došlo ke změně hracího modelu. Premiérový start v lize si odbyl 14. 3. 2011 v prvním kole proti Spartaku Moskva, odehrál celých 90 minut a podílel se na vysoké domácí výhře 4:0. Svoji první branku vsítil v devátém kole v souboji s týmem PFK CSKA Moskva (prohra 1:2), ale v konečném důsledku pouze korigoval skóre zápasu. V březnu 2012 vstřelil ve 31. minutě efektními „nůžkami“, akrobatickým kopem přes hlavu, rozhodující gól v utkání proti Spartaku Naľčik (výhra 2:1) a zaznamenal svoji druhou branku v Premier Lize. Na jaře 2012 bojoval s Rostovem o záchranu, která se zdařila. Zároveň s mužstvem došel do semifinále domácího poháru. Během sezony 2011/12 nastupoval pravidelně v základní sestavě a odehrál 39 ligových střetnutích.

#### Sezóna 2012/13
Svůj premiérový přesný střelecký zásah v ročníku si připsal ve 4. kole hraném 12. srpna 2012 proti klubu PFK Křídla Sovětů Samara (prohra 1:2), prosadil se v 55. minutě. Podruhé vsítil gól proti Amkaru Perm (výhra 3:0), v jehož dresu nastoupil mj. krajan Michal Breznaník. Saláta se trefil v 69. minutě a zvyšoval na 2:0. 15. 3. 2013 se ve 21. kole v souboji s Volgou Nižnij Novgorod (prohra 1:2) zranil a již ve 27. minutě musel nuceně střídat. Později podstoupil operaci kolene, které ho vyřadilo ze hry do konce ročníku. Celkem nastoupil za rok k 18 utkání v lize, Rostov po roce opět došel do semifinále ruského poháru.

### FK Tom Tomsk (hostování)
Koncem července 2013 odešel na roční hostování do týmu tehdejšího nováčka ruské nejvyšší ligy FK Tom Tomsk, který získal na hráče i předkupní právo.
V sobotu 27. července 2013 se obě mužstva střetla v lize, podle dohody klubů do utkání Saláta nezasáhl a po zápase odcestoval s novými spoluhráči do Tomsku. Debut v lize si tak připsal 3. srpna 2013 v zápase čtvrtého kola proti Uralu Sverdlovská oblast. Odehrál celý zápas, Tomsk podlehl svému sokovi v poměru 1:2. Celek na jaře 2014 skončil v tabulce na 11. místě a po neúspěšné baráži sestoupil po roce do druhé ligy. Saláta si během celého svého angažmá připsal v lize pouze sedm startů, v dalších 19 střetnutích byl jen na lavičce náhradníků. V létě 2014 se vrátil do Rostova, kde se v srpnu 2014 dohodl s vedením na ukončení smlouvy.

### ŠK Slovan Bratislava (návrat)
Začátkem září 2014 se vrátil jako volný hráč (zadarmo) do Slovanu Bratislava, se kterým uzavřel smlouvu na dva roky.

#### Sezóna 2014/15
Podzim 2014 strávil na hostování v celku FC DAC 1904 Dunajská Streda. Svoji obnovenou ligovou premiéru si tak připsal až 27. 2. 2015 ve 20. kole proti klubu MŠK Žilina. Na trávníku strávil celý zápas, ale porážce 0:2 v Žilině nezabránil. Prvního přesného zásahu po návratu do Slovanu docílil ve 26. kole, když byla jeho branka jediná a tudíž rozhodující v souboji s mužstvem MFK Ružomberok. Na jaře 2015 nastoupil ke všem 15 ligovým zápasům, ve kterých nechyběl na hřišti ani minutu.

#### Sezóna 2015/16
Se Slovanem došel přes mužstvo Europa FC z Gibraltaru (výhry 6:0 a 3:0) a irský klub UC Dublin (výhry 1:0 a 5:1) až do třetího předkola Evropské ligy UEFA 2015/16, kde nastoupil proti ruskému týmu FK Krasnodar a po prohře 0:2 a remíze 3:3 s ním vypadl.
Poprvé v ročníku skóroval 19. července 2015 proti ViOnu Zlaté Moravce a podílel se na výhře 2:1. Svůj druhý gól dal proti Senici 17. 4. 2016, Slovan vyhrál na hřišti soupeře 3:1. Se Slovanem na jaře 2016 došel až do finále slovenského poháru, kde tým podlehl v utkání hraném v Trnavě klubu AS Trenčín 1:3. V sezóně 2015/16 odehrál 29 střetnutí v lize.

#### Sezóna 2016/17
S mužstvem se představil v prvním předkole Evropské ligy UEFA 2016/17 proti albánskému týmu KF Partizani. Úvodní zápas skončil bezbrankovou remízou, ale odveta v Senici se neuskutečnila. Partizani bylo přesunuto do druhého předkola Ligy mistrů UEFA 2016/17 na místo tehdejšího albánského mistra KF Skënderbeu Korçë vyloučeného kvůli podezření z ovlivňování zápasů a Slovan postoupil automaticky do dalšího předkola. Ve druhém předkole Slovan remizoval 0:0 a prohrál 0:3 s mužstvem FK Jelgava z Lotyšska a vypadl. V lednu 2017 uzavřel s “belasými” nový dvouletý kontrakt, i když měl nabídky z ciziny. V sezoně 2016/17 získal se Slovanem domácí pohár, když společně se svými spoluhráči porazil ve finále hraném 1. května 2017 na stadionu NTC Poprad tehdy druholigový tým MFK Skalica v poměru 3:0. Svoji jedinou branku v ročníku zaznamenal 27. 5. 2017 v posledním 33. kole, když v souboji se Zemplínem Michalovce zvyšoval dvanáct minut před koncem na konečných 3:1. V sezoně 2016/17 nastoupil k 31 ligovým utkáním a byl rovněž stejně jako jeho spoluhráč Seydouba Soumah zařazen do nejlepší jedenáctky Fortuna ligy, v případě Saláty se jednalo o druhou nominaci do ideální jedenáctky v řadě.

#### Sezóna 2017/18
23. června 2017 odehrál za mužstvo celých devadesát minut v zápase Česko-slovenského Superpoháru hraného v Uherském Hradišti proti českému celku FC Fastav Zlín, kterému Slovan Bratislava podlehl v penaltovém rozstřelu. Se Slovanem postoupil přes arménský klub FC Pjunik Jerevan (výhry 4:1 a 5:0) do druhého předkola Evropské ligy UEFA 2017/18, kde bratislavský tým vypadl po prohrách 0:1 a 1:2 s mužstvem Lyngby BK z Dánska. Poprvé v sezoně se střelecky prosadil v úvodním kole v souboji s Tatranem Prešov, kdy při výhře 5:1 na půdě soupeře otevřel skóre utkání a zároveň vsítil první gól Slovanu v ročníku 2017/18. V srpnu 2017 se v zápase s Dunajskou Stredou (remíza 1:1) zranil a už v 11. minutě musel být vystřídán, kvůli zranění (přetržený vaz v koleni a poškození menisku) musel podstoupit plastiku předního křížového vazu. Svůj první ligový zápas po zranění odehrál 28. dubna 2018 v derby proti Spartaku Trnava (výhra 2:1), na hrací plochu přišel v 78. minutě místo Dávida Holmana. Na jaře 2018 se podílel se Slovanem na obhajobě zisku slovenského poháru z předešlého ročníku 2016/17, i když ve finále hraném 1. května 2018 v Trnavě proti celku MFK Ružomberok (výhra 3:1) nenastoupil. Během roku odehrál kvůli dlouhodobému zranění pouze sedm střetnutí v lize.

#### Sezóna 2018/19
V prvním předkole Evropské ligy UEFA 2018/2019 v soubojích s moldavským klubem FC Milsami Orhei (výhry 4:2 a 5:0) nehrál. Za "belasé" nastoupil v předkole EL proti týmu Balzan FC z Malty (prohra 1:2 a výhra 3:1) a rakouskému celku Rapid Vídeň, se kterým Slovan po výhře 2:1 a prohře 0:4 vypadl. Svůj první ligový gól v sezoně zaznamenal v souboji s mužstvem MŠK Žilina, když svojí trefou ze 69. minutě rozhodl o výhře 1:0 na půdě soupeře. Podruhé v ročníku se střelecky prosadil 22. 9. 2018 proti tehdejšímu nováčkovi ŠKF iClinic Sereď (výhra 2:1), když v 11. minutě otevřel skóre zápasu. Na podzim 2018 odehrál celkem 12 ligových zápasů. 31. 12. 2018 mu ve Slovanu skončila smlouva a klub opustil. V ročníku 2018/19 získali "belasí" mistrovský titul, na kterém se Saláta částečně podílel.

### FC DAC 1904 Dunajská Streda (hostování)
Po návratu do Slovanu odešel obratem hostovat do Dunajské Stredy. Jelikož bylo po mezinárodním přestupním termínu, působil do otevření zimního přestupového okna s amatérským statutem.
Premiérovy ligový start v dresu Dunajské Stredy zaznamenal 13. září 2014 v devátém kole na hřišti ViOnu Zlaté Moravce (remíza 1:1), nastoupil na celých 90 minut a v 6. minutě otevřel skóre zápasu. Podruhé za Dunajskou Stredu skóroval v 89. minutě 12. kola proti klubu FK AS Trenčín a podílel se na výhře 3:2. V zimě 2014/15 se vrátil zpět do Slovanu, během svého působení si připsal v deseti utkáních plnou zápasovou minutáž.

### Szombathelyi Haladás
V zimním přestupovém období sezoně 2018/19 zamířil do Maďarska, kde se dohodl na půlroční smlouvě s následnou dvanáctiměsíční opcí s celkem Szombathelyi Haladás tehdy hrajícím maďarskou nejvyšší soutěž. V Szombathelyi se sešel s krajany Kristiánem Kolčákem a Karolem Mészárosem. Své první ligové utkání za Haladás absolvoval v souboji s týmem Kisvárda FC (prohra 0:1), odehrál celý duel. Se svým zaměstnavatel bojoval o záchranu, která se nezdařila. Na jaře 2019 nastoupil v lize k sedmi střetnutím, po půl roce v mužstvu skončil.

### KFC Komárno
V průběhu ročníku 2019/20 uzavřel kontrakt s tehdy druholigovým slovenským klubem KFC Komárno. Ligový debut si připsal 27. října 2019 v 15. kole v souboji s rezervě Žiliny (remíza 1:1), nastoupil na celých 90 minut. Během sezony odehrál tři ligové zápasy.

## Klubové statistiky
Aktuální k 28. červenci 2020
| Sezona    | Klub                        | Soutěž        | Zápasy | Góly |
| --------- | --------------------------- | ------------- | ------ | ---- |
| 2005/2006 | FK Matador Půchov           | Corgoň liga   | 29     | 4    |
| 2006/2007 | FC Artmedia Bratislava      | Corgoň liga   | 7      | 0    |
| 2006/2007 | FK Banská Bystrica (host.)  | Corgoň liga   | 0      | 0    |
| 2007/2008 | FK Banská Bystrica (host.)  | Corgoň liga   | 17     | 4    |
| 2007/2008 | FC Artmedia Petržalka       | Corgoň liga   | 13     | 2    |
| 2008/2009 | FC Artmedia Petržalka       | Corgoň liga   | 29     | 7    |
| 2009/2010 | ŠK Slovan Bratislava        | Corgoň liga   | 29     | 4    |
| 2010/2011 | ŠK Slovan Bratislava        | Corgoň liga   | 18     | 1    |
| 2011/2012 | FK Rostov                   | Premier Liga  | 39     | 2    |
| 2012/2013 | FK Rostov                   | Premier Liga  | 18     | 2    |
| 2013/2014 | FK Rostov                   | Premier Liga  | 2      | 0    |
| 2013/2014 | FK Tom Tomsk (host.)        | Premier Liga  | 7      | 0    |
| 2014/2015 | DAC Dunajská Streda (host.) | Fortuna liga  | 10     | 2    |
| 2014/2015 | ŠK Slovan Bratislava        | Fortuna liga  | 15     | 1    |
| 2015/2016 | ŠK Slovan Bratislava        | Fortuna liga  | 29     | 2    |
| 2016/2017 | ŠK Slovan Bratislava        | Fortuna liga  | 31     | 1    |
| 2017/2018 | ŠK Slovan Bratislava        | Fortuna liga  | 7      | 1    |
| 2018/2019 | ŠK Slovan Bratislava        | Fortuna liga  | 12     | 2    |
| 2018/2019 | Szombathelyi Haladás        | OTP Bank liga | 7      | 0    |
| 2019/2020 | KFC Komárno                 | 2. liga       | 4      | 0    |

## Reprezentační kariéra

### A-mužstvo

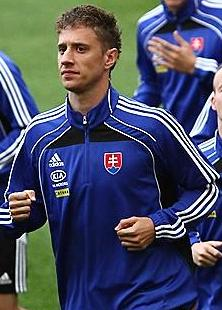
V mikině slovenské reprezentace

V A-mužstvu Slovenska debutoval 24. května 2008 v Luganu v přátelském utkání proti domácí reprezentaci Švýcarska. Na hřiště šel v 85. minutě, zápas skončil porážkou Slovenska 0:2.
14. listopadu 2012 absolvoval přátelské utkání v Olomouci proti reprezentaci České republiky. Slovenský národní tým prohrál 0:3. 6. února 2013 nastoupil v Bruggách proti domácí Belgii. Slovensko sahalo po remíze, ale nakonec utkání prohrálo 1:2 gólem z 90. minuty, Saláta šel na hřiště v 87. minutě. V březnu 2013 rovněž figuroval v nominaci slovenského národního týmu pro kvalifikační zápas na MS 2014 s Litvou a přátelské utkání s reprezentací Švédska, oba zápasy měly dějiště v Žilině na Stadiónu Pod Dubňom, nicméně ani do jednoho z nich Kornel nezasáhl. V srpnu 2013 jej povolal nový trenér Slovenska Ján Kozák k přátelskému střetnutí hraném 14. srpna s domácím Rumunskem (remíza 1:1). 15. října 2013 zvyšoval hlavou po rohovém kopu v 16. minutě na průběžných 2:0 v závěrečném kvalifikačním utkání cyklu 2012–2013 v Rize s domácím Lotyšskem, byl to jeho první reprezentační gól ve slovenském A-týmu. Slovensko nakonec remizovalo 2:2 a skončilo s 13 body na nepostupovém třetím místě tabulky za první Bosnou a Hercegovinou a druhým Řeckem. 19. listopadu 2013 dostal příležitost v přátelském utkání proti Gibraltaru, které mělo dějiště v portugalském Algarve ve městě Faro a bylo vůbec prvním oficiálním zápasem Gibraltaru po jeho přijetí za 54. člena UEFA v květnu 2013. V zápase se zrodila překvapivá remíza 0:0, za slovenský výběr nastoupili hráči z širšího reprezentačního kádru a také několik debutantů.

#### Mistrovství světa 2010
Trenér Vladimír Weiss jej nominoval na Mistrovství světa 2010 v Jihoafrické republice , kde Slovensko vypadlo po prohře 1:2 v osmifinále s pozdějším vicemistrem z Nizozemska. Na turnaji odehrál jediné utkání, v základní skupině F 20. června 2010 s Paraguayí (prohra 0:2).

#### EURO 2016
Trenér Ján Kozák jej zařadil do 23členné nominace na EURO 2016 ve Francii, kam se Slovensko probojovalo poprvé v éře samostatnosti. V zápasech základní skupiny nenastoupil. Slovenští fotbalisté skončili se 4 body na třetím místě tabulky, v osmifinále se představili proti reprezentaci Německa (prohra 0:3, Saláta šel na hřiště v 84. minutě), a se šampionátem se rozloučili.

### Reprezentační zápasy a góly
Zápasy Kornela Saláty za A-mužstvo Slovenska
| 2008                | 1  | 0 |
| 2009                | 2  | 0 |
| 2010                | 8  | 0 |
| 2011                | 5  | 0 |
| 2012                | 7  | 0 |
| 2013                | 5  | 1 |
| 2014                | 1  | 0 |
| 2015                | 6  | 1 |
| 2016                | 5  | 0 |
| 2017                | 0  | 0 |
| Celkem              | 40 | 2 |
| Platí k 11. 1. 2019 |    |   |

Góly Kornela Saláty za A-mužstvo Slovenska
| 010                  | 15. 10. 2013 | Skonto stadions, Riga, Lotyšsko       | Lotyšsko  | 00:2 0(16.) | 2:2 | kvalifikace na MS 2014   |
| 02                   | 14. 06. 2015 | Štadión pod Dubňom, Žilina, Slovensko | Makedonie | 01:0 0(8.)  | 2:1 | kvalifikace na EURO 2016 |
| Platí k 22. 11. 2016 |              |                                       |           |             |     |                          |